# 즈비에지니에츠
즈비에지니에츠(폴란드어: Zwierzyniec)는 폴란드 루블린주 자모시치군에 있는 마을이다. 비에프시강이 흐른다.